# Merkendorf (Zeulenroda-Triebes)
Merkendorf ist ein Ortsteil der Stadt Zeulenroda-Triebes im Landkreis Greiz in Thüringen.

## Geographie
Der Ort liegt auf einer Bergkuppe im Thüringer Schiefergebirge oberhalb der Weidatalsperre. Angrenzende Gemeinden sind die Stadt Auma-Weidatal und Weißendorf. Zu Merkendorf gehört der eingemeindete Ort Piesigitz.

## Geschichte

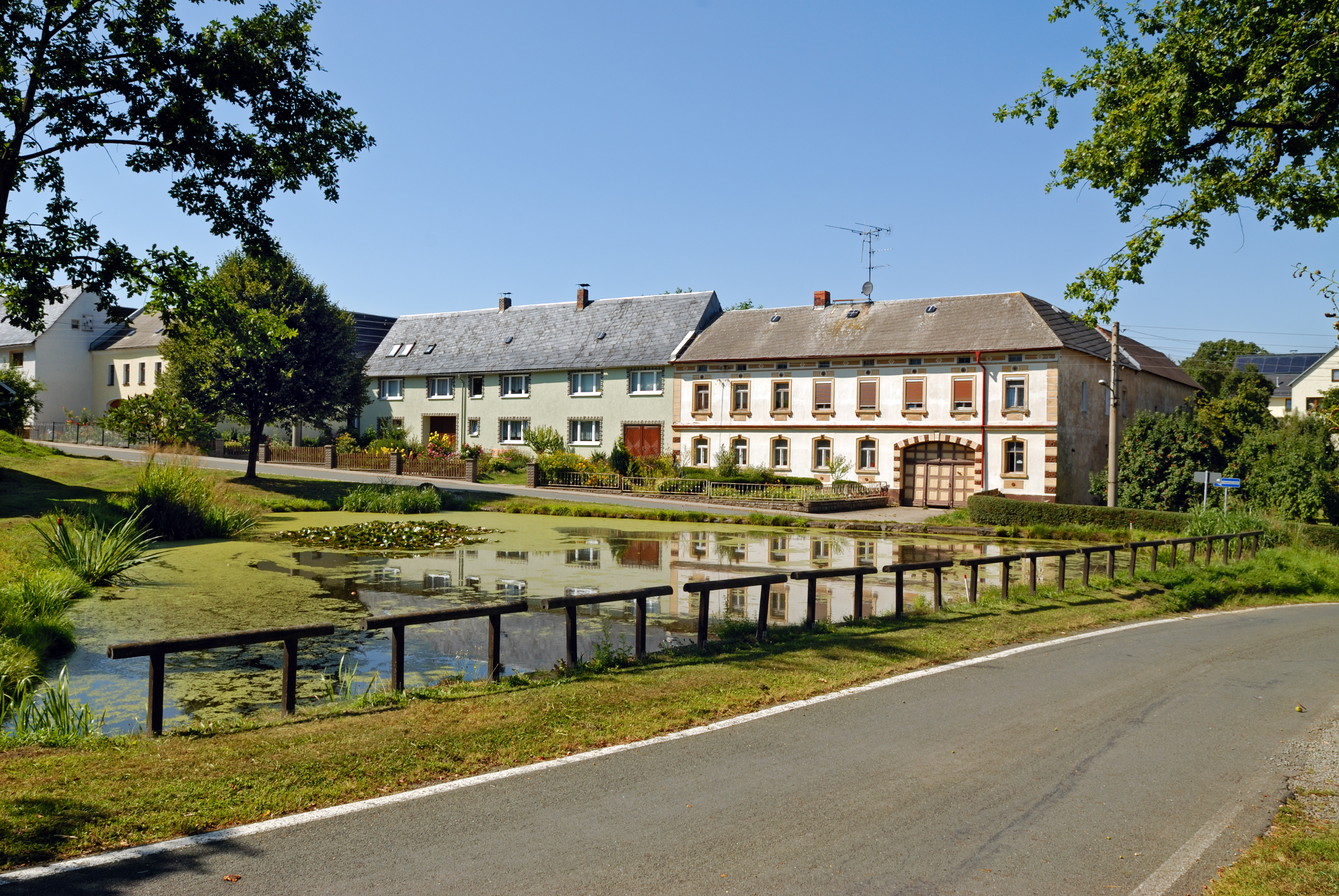
Der Teich im Ort

1324 wurde Merkendorf erstmals als Myrkindorf (Mischname, enthält einen altslawischen Vornamen) erwähnt. Bis zum Bau der Weidatalsperre gehörten zum Ort drei Mühlen, und zwar die Büchersmühle, die Pisselsmühle und die Holzmühle, alle an der Weida gelegen. Das Dorf hatte das Braurecht.
Am 1. Juli 1950 wurde die bis dahin eigenständige Gemeinde Piesigitz eingegliedert.
Bis zum 3. Januar 1996 war Merkendorf Mitglied in der Verwaltungsgemeinschaft Weidatal, danach gehörte die Gemeinde zur Verwaltungsgemeinschaft Auma-Weidatal. Am 1. Dezember 2011 wurde Merkendorf nach Zeulenroda-Triebes eingemeindet.

### Religionen

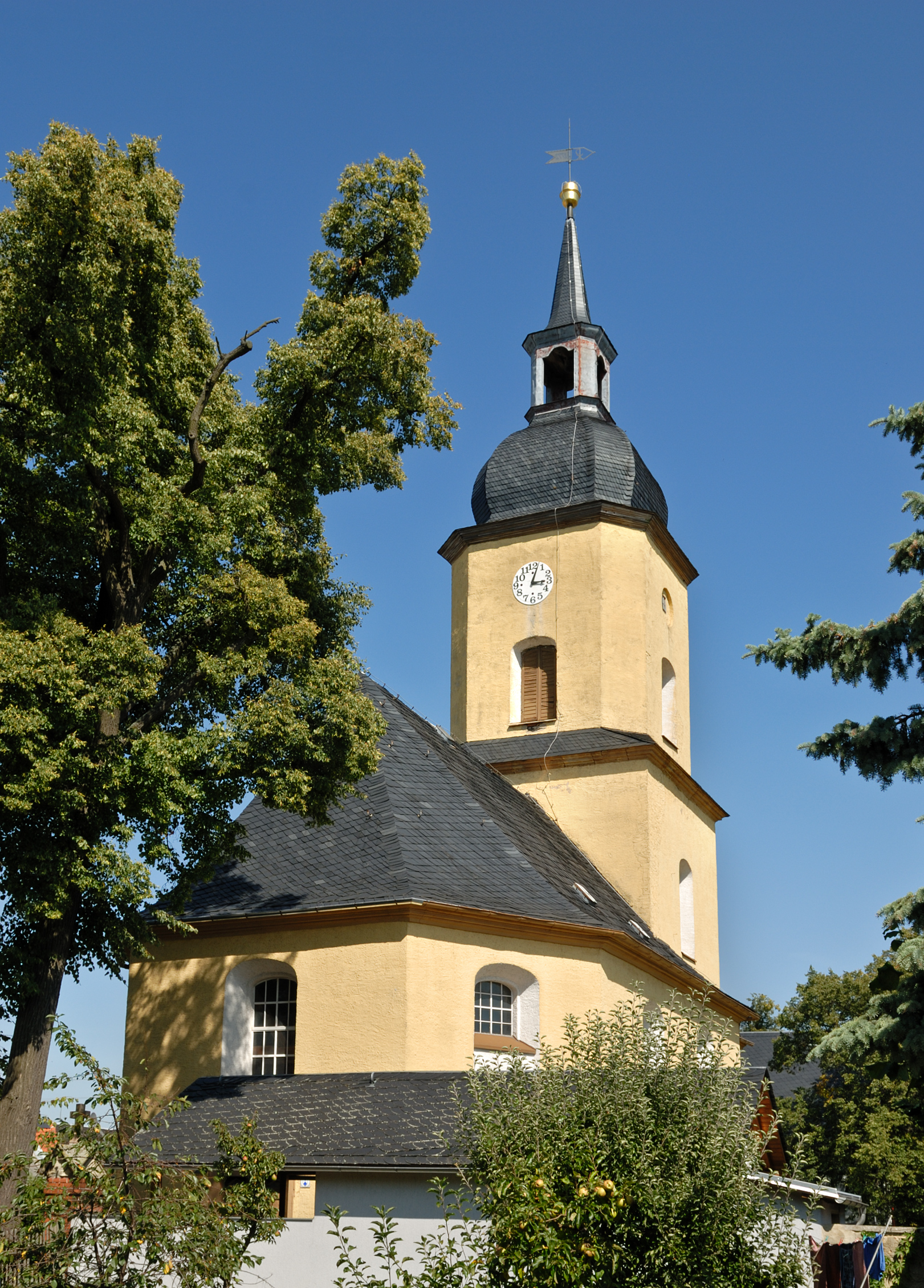
Die Kirche

Seit der Reformation ist der Ort evangelisch-lutherisch geprägt. Kirchlich gehört der Ort zum Kirchspiel Göhren-Döhlen in der Evangelischen Kirche in Mitteldeutschland. 1772 wurde die Kirche eingeweiht.

### Einwohnerentwicklung
Entwicklung der Einwohnerzahl (Stand jeweils 31. Dezember):
| - 1994: 319 - 1995: 335 - 1996: 334 - 1997: 329 - 1998: 330 - 1999: 348 | - 2000: 338 - 2001: 333 - 2002: 342 - 2003: 339 - 2004: 327 - 2005: 330 | - 2006: 322 - 2007: 318 - 2008: 307 - 2009: 296 - 2010: 290 - 2013: 289 |

 Datenquelle: Thüringer Landesamt für Statistik

## Wappen
Blasonierung: Gespalten; vorn in Silber über einem erniedrigten blauen Wellenbalken ein blaues, vierspeichiges Mühlrad; hinten in Rot ein gestürztes silbernes Schwert, auf der linken Seite mittig begleitet von einem silbernen Kelch.
Merkendorf mit dem Ortsteil Piesigitz haben ein gemeinsames Wappen.
Die rechte Hälfte des Wappens zeigt ein Mühlrad und einen Bach und symbolisiert die drei Wassermühlen des Ortes. Der Bach ist der Trübebach, der unterhalb des Ortes in die jetzige Weidatalsperre fließt. Die linke Hälfte zeigt eine Klinge und einen Kelch, Symbole der heiligen Barbara, Schutzpatronin von Piesigitz unterhalb Merkendorfs.

## Kultur
Ein Dorffest von regionaler Bedeutung ist das seit 1989 alle zwei Jahre im Sommer stattfindende Internationale Brühtrogrennen, bei dem mit Hilfe von Brühtrögen eine Strecke über die vier Dorfteiche überwunden werden muss.

### Städtefreundschaften
Merkendorf unterhält freundschaftliche Beziehungen zu anderen Orten im deutschsprachigen Raum mit demselben Namen. Die folgenden Orte haben sich zum Verein Europäische Merkendorfs e. V. zusammengeschlossen:
- Merkendorf bei Zeulenroda-Triebes in Thüringen
- Merkendorf bei Bamberg in Bayern
- Merkendorf bei Coburg in Bayern
- Merkendorf bei Ansbach in Bayern
- Merkendorf bei Eutin in Schleswig-Holstein
- Merkendorf bei Feldbach in der Steiermark

Alle zwei Jahre findet ein Treffen in einem anderen Merkendorf statt, um sich auszutauschen und kulturelle Veranstaltungen von Sport bis Ortsführungen zu erleben.